# Melecta funeraria
Melecta funeraria är en biart som beskrevs av Smith 1854. Melecta funeraria ingår i släktet sorgbin, och familjen långtungebin. Inga underarter finns listade i Catalogue of Life.